# Thomas Sitte (Künstler)
Thomas Sitte (* 25. Oktober 1952 in Dresden) ist ein deutscher Musiker und Bildender Künstler.

## Leben und Werk
Sitte wuchs in Dresden auf, wo er von 1965 bis 1969 eine Spezialschule für Musik besuchte. Von 1969 bis 1975 studierte er an der Musikhochschule Dresden im Hauptfach Violine und nahm Unterricht im bildnerischen Gestalten mit Schwerpunkt Grafik bei Johannes Zepnick. Gleichzeitig befand er sich in intensivem Austausch mit Bildenden Künstlern vorwiegend der Dresdner Schule.
Von 1975 bis 2016 war Sitte Mitglied der Norddeutschen Philharmonie Rostock, wo er viele Jahre als Konzertmeister tätig war.
Parallel dazu arbeitete er kontinuierlich an der Entwicklung einer eigenen Bildsprache in den Bereichen  Grafik und Collage. Seit 2004 entstanden auch Plastische Arbeiten.
Seit 2006 präsentiert Sitte seine Werke in eigenen Ausstellungen und Sammelausstellungen.
Im Jahr 2016 beendete Sitte seine Konzerttätigkeit in Rostock. Seither wohnt und arbeitet er in Leipzig.

## Ausstellungen
- 2006: Friedrich-Wilhelm-Krummacher-Haus, Weitenhagen bei Greifswald
- 2007: Friedrich-Wilhelm-Krummacher-Haus, Weitenhagen bei Greifswald
- 2008: Glashaus Ottendorf-Okrilla; Diakonissenkrankenhaus, Dresden; Friedrich-Wilhelm-Krummacher-Haus, Weitenhagen bei Greifswald
- 2010: Reepschlägerhaus, Wedel
- 2011: Friedrich-Wilhelm-Krummacher-Haus, Weitenhagen bei Greifswald
- 2012: Hochschule für Musik und Theater Rostock
- 2014: Kunsthalle Rostock (Ausstellungsbeteiligung); Dorfkirche, Rostock-Toitenwinkel; Ayco-Hyp, Leipzig
- 2015: Kirche, Seebad-Warnemünde; Kuhtor Rostock; Friedrich-Wilhelm-Krummacher-Haus, Weitenhagen bei Greifswald; Begegnungsstätte Fischkutter, Rostock-Toitenwinkel
- 2017: Friedrich-Wilhelm-Krummacher-Haus, Weitenhagen bei Greifswald
- 2018: Friedrich-Wilhelm-Krummacher-Haus in Weitenhagen bei Greifswald; Naomi, Leipzig; Pavillon der Hoffnung, Leipzig
- 2019: Friedrich-Wilhelm-Krummacher-Haus in Weitenhagen bei Greifswald; Helios Park-Klinikum, Leipzig
- 2021: Friedrich-Wilhelm-Krummacher-Haus, Weitenhagen bei Greifswald
- 2022: Diakonissenmutterhaus, Elbingerode (Harz); Christuspavillon, Kloster Volkenroda; Kunstscheune Altnaundorf, Radebeul
- 2023: Martin-Luther-Kirche, Markkleeberg; Reflect23, Roth
- 2024: Evangelische Lukas-Stiftung, Altenburg
- 2025: Kreuzkirche, Dresden

## Veröffentlichung
- FUND.STÜCK.WERK – Objekte in Fläche und Raum, Herausgegeben von Crescendo Deutschland, Leipzig 2023

## Weblink
- Thomas Sitte und seine Publikation auf der Seite von Crescendo

| Personendaten    | Personendaten                            |
| ---------------- | ---------------------------------------- |
| NAME             | Sitte, Thomas                            |
| KURZBESCHREIBUNG | deutscher Musiker und Bildender Künstler |
| GEBURTSDATUM     | 25. Oktober 1952                         |
| GEBURTSORT       | Dresden                                  |